# الفريدو لوندبيرغ
الفريدو لوندبيرغ (بالسويدية: Alfred Lundberg)‏ هو ممثل سويدي، ولد في 1852 في السويد، وتوفي في 1935.

## وصلات خارجية
- الفريدو لوندبيرغ على موقع IMDb (الإنجليزية)
- الفريدو لوندبيرغ على موقع قاعدة بيانات الأفلام السويدية (السويدية)
- الفريدو لوندبيرغ على موقع قاعدة بيانات الفيلم (الإنجليزية)